# Мур, Дрю
Дрю Мур (англ. Drew Moor; род. 15 января 1984, Даллас, Техас, США) — американский футболист, защитник. Выступал за сборную США.

## Клубная карьера

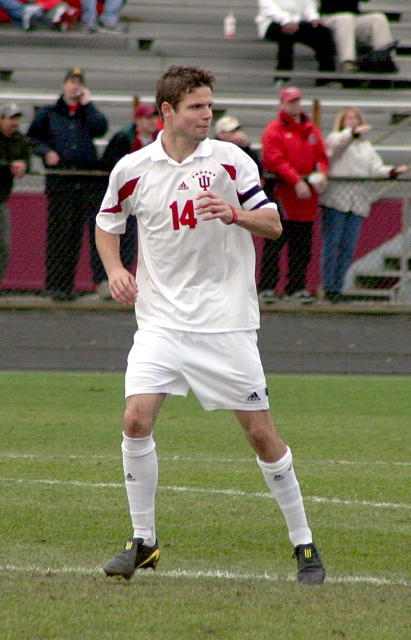
Мур в составе «Индиана Хузиерс»

Мур начал карьеру, выступая за университетские команды Фермановского и Индианского университетов. В составе последнего он был капитаном команды.
В 2004 году Дрю также выступал в Премьер-лиге развития за молодёжный состав клуба «Чикаго Файр».
13 января 2005 года Мур подписал контракт с MLS по программе Generation Adidas. 14 января на Супердрафте MLS 2005 он был выбран под общим шестым номером клубом «Даллас». Его профессиональный дебют состоялся 23 апреля в матче против «Реал Солт-Лейк», в котором он вышел на замену на 84-й минуте вместо Кларенса Гудсона. 6 мая 2006 года в техасском дерби против «Хьюстон Динамо» Дрю забил свой первый гол в профессиональной карьере.
31 августа 2009 года Мур с пиком второго раунда Супердрафта MLS 2010 и распределительными средствами был обменян в «Колорадо Рэпидз» на Уго Ихемелу. 5 сентября в матче против «Торонто» он дебютировал за «Рэпидз». 5 июня 2010 года в поединке против «Коламбус Крю» Дрю забил свой первый гол за «Рэпидз». В этом же году он помог команде завоевать Кубок MLS, отыграв каждую минуту в постсезоне. 12 июня 2012 года Мур подписал новый многолетний контракт с «Колорадо Рэпидз». 17 августа 2014 года в матче против «Ди Си Юнайтед» он получил разрыв передней крестообразной связки и латерального мениска правого колена, из-за чего выбыл из строя до конца сезона. Мур был отобран на Матч всех звёзд MLS 2015, где с командой звёзд лиги встретился с английский «Тоттенхэм Хотспур». По окончании сезона 2015 «Колорадо Рэпидз» не стал продлевать контракт с Муром согласно опции, но предложил ему новый контракт.
16 декабря 2015 года Мур на правах свободного агента присоединился к «Торонто». 6 марта 2016 года в матче стартового тура сезона против «Нью-Йорк Ред Буллз» он дебютировал за канадский клуб. 14 мая в поединке против «Ванкувер Уайткэпс» он забил свой первый гол за «Торонто». 15 декабря 2017 года Мур продлил контракт с «Торонто» на один год с опцией дальнейшего продления. По окончании сезона 2019 контракт Мура с «Торонто» истёк. В составе клуба он трижды выиграл первенство Канады, а в 2017 году во второй раз стал обладателем Кубка MLS.
27 ноября 2019 года Мур на правах свободного агента вернулся в «Колорадо Рэпидз», подписав однолетний контракт. По окончании сезона 2020 он подписал новый однолетний контракт с клубом. По окончании сезона 2021 контракт Мура с «Рэпидз» истёк, но 7 января 2022 года игрок подписал с клубом новый однолетний контракт с опцией продления ещё на один год. 30 сентября Дрю Мур объявил о завершении футбольной карьеры по окончании сезона 2022.

## Международная карьера
В 2003 году в составе молодёжной сборной США Мур принял участие в молодёжном чемпионате мира в ОАЭ.
В 2007 году Дрю попал в заявку сборной США на поездку в Венесуэлу на Кубок Америки. 2 июля в матче группового этапа против сборной Парагвая он дебютировал за сборную США. Также Мур сыграл в поединке против сборной Колумбии 5 июля.

## Достижения
Командные
 «Колорадо Рэпидз»
- Чемпион MLS: 2010

 «Торонто»
- Чемпион MLS: 2017
- Победитель регулярного чемпионата MLS: 2017
- Победитель Первенства Канады: 2016, 2017, 2018

Индивидуальные
- Участник Матча всех звёзд MLS: 2015